# Wanowie
Wanowie – starsza dynastia bogów nordyckich, dynastia urodzaju, pokonana przez ród Azów i usunięta od rządów nad światem. Ich siedzibą pierwotnie był Wanaheim. Po wojnie z Azami część z Wanów zamieszkała w Noatunie. Ich pochodzenie jest nieznane.
Są to bóstwa urodzaju, wegetacji i płodności: Njörðr, jego małżonka Skadi, Frejr i Freja.